# Dominik Kotarski
Dominik Kotarski (* 10. Februar 2000 in Zabok) ist ein kroatischer Fußballspieler, der seit Sommer 2022 bei PAOK Thessaloniki unter Vertrag steht.

## Karriere

### Verein
Kotarski begann im Alter von sechs Jahren beim NK Bedekovčina. 2011 wechselte er in die Jugendakademie von Dinamo Zagreb, wo er bis 2018 spielte. 2016/17 stand er ein Mal in der zweiten Mannschaft im Kader. In jenem Jahr wechselte er zu Ajax Amsterdam bzw. zu Jong Ajax. In der Folgesaison spielte er in der Rückrunde bereits vier Mal für Jong Ajax. 2018/19 wurde er Stammspieler in der Eerste Divisie, wo er 30 Mal spielte. Die Saison darauf stand er regelmäßig im Kader der Profimannschaft und kam zu 13 Einsätzen für die U21. In der Saison 2020/21 lief es ähnlich für ihn. Er war öfters im Kader der Profis, war aber auch Stammspieler bei der zweiten Mannschaft.
Für die gesamte Saison 2021/22 wurde er zurück nach Kroatien an den HNK Gorica verliehen. Bei einem 1:1-Unentschieden gegen den NK Istra spielte er das erste Mal im Tor seines neuen Vereins. Von da an war er Stammtorhüter von Gorica und kam bis zum Saisonende zu insgesamt 28 Einsätzen. Nach Ablauf der Leihe verpflichtete der Verein ihn für eine Million Euro fest. Jedoch wechselte er nur wenige Tage später für zwei Millionen Euro nach Griechenland zu PAOK Thessaloniki. Dort wurde er ebenfalls Stammtorhüter und konnte mit der Mannschaft 2023 ins Finale des griechischen Pokals einziehen, in welchem man jedoch AEK Athen unterlag.

### Nationalmannschaft
Kotarski spielte durchlief von 2015 bis 2023 die Jugendauswahlen Kroatiens von der U15- bis zur U21-Auswahl. Als Mannschaftskapitän der U17-Nationalmannschaft nahm er an der U17-Europameisterschaft 2017 im eigenen Land teil, bei der das Team in der Vorrunde ausschied. Mit der U21-Nationalmannschaft nahm er an den U21-Europameisterschaften 2021 und 2023 teil. Im März 2024 reiste er mit der kroatischen A-Nationalmannschaft anlässlich der FIFA Series nach Ägypten und hütete dabei in der zweiten Hälfte des 4:2 gewonnenen Finalspiels gegen den Gastgeber das Tor der kroatischen Mannschaft, nachdem er in der Halbzeit für Nediljko Labrović, einen weiteren Debütanten, abgelöst wurde.

## Erfolge
Ajax Amsterdam
- Niederländischer Meister: 2019, 2021 (jeweils ohne Einsatz im Kader)
- KNVB-Pokalsieger: 2019, 2021 (jeweils ohne Einsatz im Kader)
- Johan-Cruyff-Schale: 2019 (ohne Einsatz im Kader)

Jong Ajax
- Meister der Eerste Divisie: 2018

Kroatien
- Gewinner der FIFA Series: 2024